# Friedrich von Hefner-Alteneck

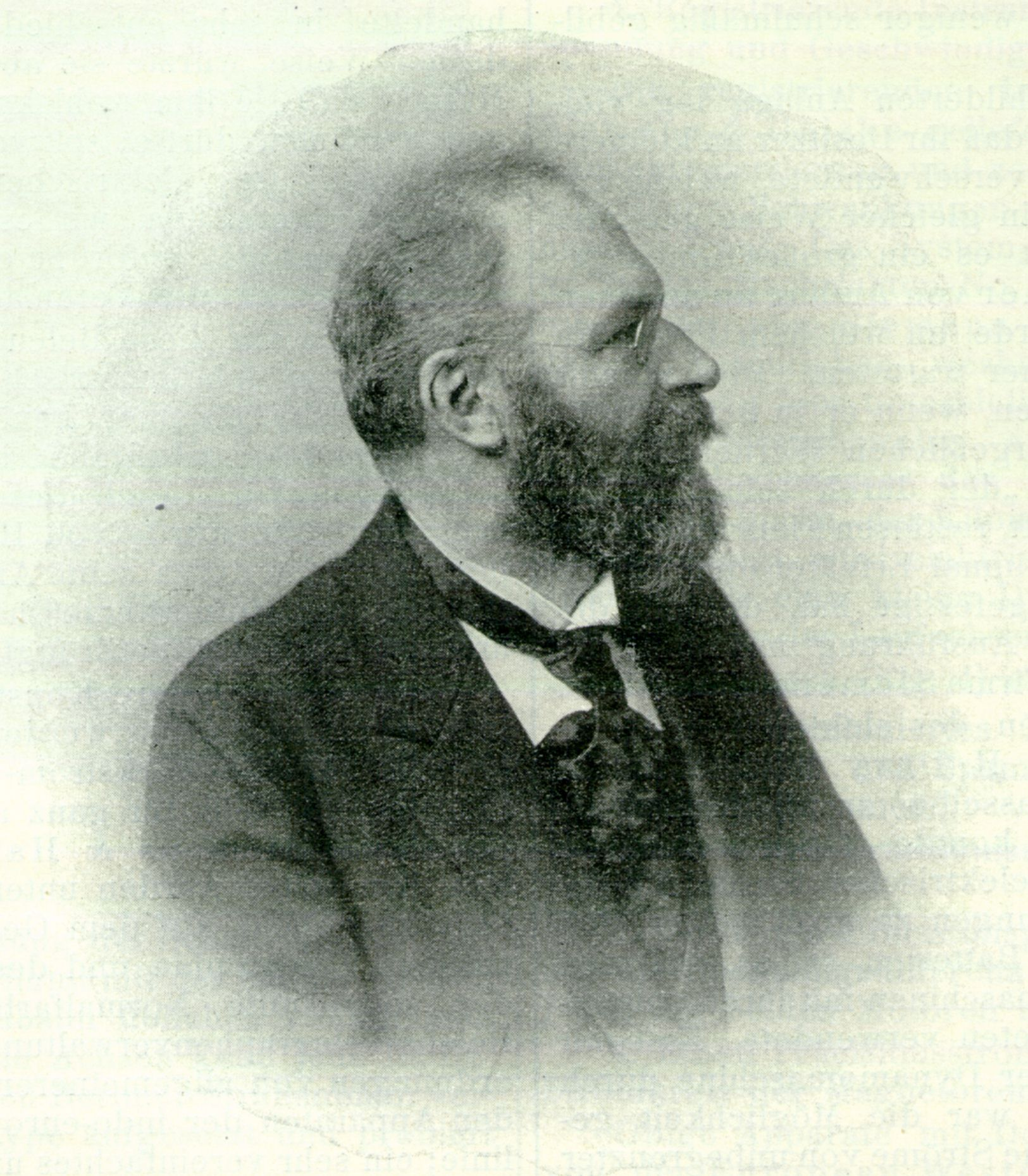
Friedrich von Hefner-Alteneck

Friedrich Heinrich Philipp Franz von Hefner-Alteneck (Aschaffenburg, 27 april 1845 – Berlin-Biesdorf, 6 januari 1904) was een Duits ingenieur, elektrotechnicus en een van de belangrijkste medewerkers van Werner von Siemens.
Hij is vooral bekend van zijn uitvinding van de hefnerlamp. Deze op amylacetaat brandende pitlamp, die een constante hoeveelheid licht kon produceren werd als referentiebron gebruikt. De hefnerkaars (HK) werd van 1890 tot 1942 in Duitsland, Oostenrijk en Scandinavië gebruikt als eenheid van de lichtsterkte.

## Biografie
Friedrichs vader, Jakob Heinrich von Hefner-Alteneck, was kunsthistoricus en later directeur van het Bayerische Nationalmuseum. Dit had echter geen invloed op zijn beroepskeuze, integendeel, Friedrich begon al zeer vroeg aan allerlei apparaten te knutselen. Hij kreeg zijn opleiding aan de Technische Hogeschool München en de Polytechnische School in Zürich, waarbij tijdens colleges zijn interesse vooral uitging naar het ontwerp van machines en minder naar de wiskundige berekeningen. Dit werd gevolgd door een korte stageperiode in München.

### Siemens & Halske
Op de wereldtentoonstelling van 1867 in Parijs raakte Hefner-Alteneck onder de indruk van de Telegraphen-Bauanstalt Siemens & Halske. Hij solliciteerde als tekenaar, maar omdat het bedrijf op dat moment meer behoefte had aan mensen met werkplaatservaring begon hij zijn carrière op 17 juni 1867 in deze onderneming als eenvoudig bankwerker. Al snel vestigde hij de aandacht op zich en reeds op 30 september kwam hij terecht op het pas opgerichte ontwerpkantoor.
Nadat Siemens in 1868 de opdracht kreeg voor de aanleg van de Indo-Europese telegrafielijn tussen Londen en Calcutta, sloot Hefner-Alteneck zich bij het gevolg aan. Zijn bijdrage aan het project was van essentieel belang voor het succes ervan. In dezelfde periode bevorderde hij ook de spoorwegveiligheid door een belsignaleringssysteem te ontwerpen alsmede door de introductie van snelheidmeters en -registratie.
In 1872, op 27-jarige leeftijd, werd hij de assistent van hoofdingenieur Carl Fischer (1830–1890), tevens algemeen technisch directeur in de raad van bestuur. Hefner-Alteneck was betrokken bij het ontwerpen en beproeven van constructies en was hij verantwoordelijk voor de werktekeningen. Van 1880 tot eind 1890 was hij procuratiehouder en bedrijfsleider van de fabriek van Siemens & Halske in Berlijn-Charlottenburg. Nadat Werner von Siemens de bedrijfsleiding had overgedragen aan zijn zonen, trok ook Hefner-Alteneck zich uit de onderneming terug.

### Onderscheidingen
Hij ontving talrijke onderscheidingen, waaronder het lidmaatschap van de Berlijnse wetenschapsacademie en in 1897 een eredoctoraat van de Technische Universiteit München. Datzelfde jaar nam hij zitting in de raad van commissarissen bij AEG. Bij dit bedrijf werd zijn laatste uitvinding, de wijzerschrijfmachine Mignon, een jaar voor zijn overlijden in productie genomen.

## Uitvindingen

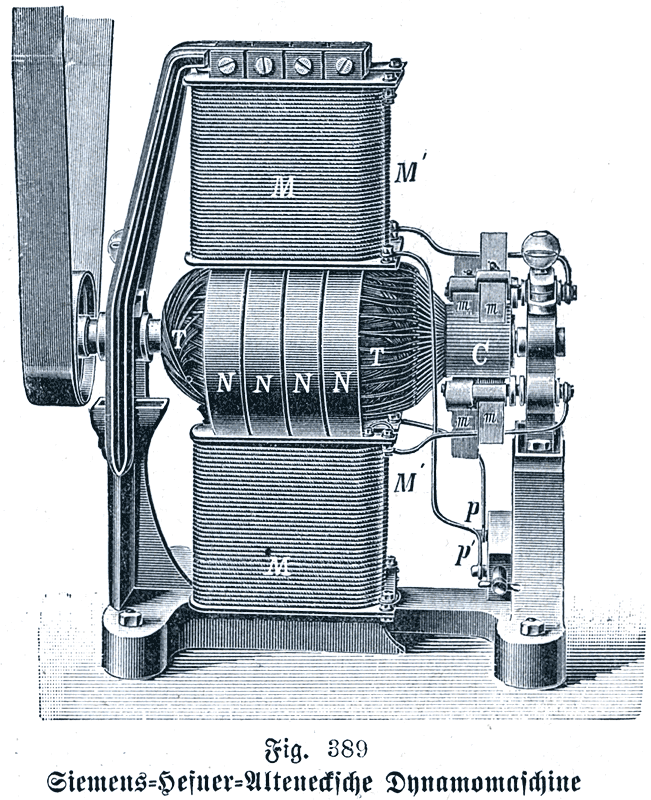
Siemens Hefner-Altenecksche dynamomachine

Von Hefner-Alteneck behoorde onder zijn tijdgenoten tot de beste ontwerpers en constructeurs in het opkomende vakgebied van de elektrotechniek. Hij deed talrijke uitvindingen, in het bijzonder op het gebied van de telegrafie, elektromotoren, generatoren en booglampverlichting.

### Trommelanker
Met de uitvinding van de zelfbekrachtigde dynamo legde Werner von Siemens in 1866 de basis van de energietechniek; nu konden motoren en generatoren met aanvaardbare rendementen gebouwd worden. Echter de eerste machines waren nog niet perfect. Het probleem was het dubbel T-anker, waarin vele windingen van de spoelen ongunstig lagen. Niet alleen droegen ze weinig toe aan de energieproductie, maar door de elektrische weerstand produceerden ze ook veel warmte; met oververhitting tot gevolg.
In 1872 stelde Hefner-Alteneck een betere variant voor, het trommelanker. Dit anker bestond uit een massieve cilinder met langsgerichte groeven waarin de spoelen waren ondergebracht. Doordat de spoelen nu verdeeld lagen over het gehele buitenoppervlak van het anker, werd er een gelijkmatigere gelijkspanning en -stroom opgewekt. Deze machineconstructie wordt tegenwoordig nog steeds gebruikt.

### Differentiaalbooglamp
In de beginjaren van de elektrotechniek werd kunstlicht gemaakt door middel van booglampen. Door het langzaam afbranden van de koolstofstaven, was – om de lichtboog voldoende stabiel te houden – een ingewikkeld regelmechanisme noodzakelijk. Hier bood de zelfregulerende booglamp van Hefner-Alteneck uitkomst, omdat die zowel de stroom als de spanning van de lichtboog reguleerde. Hierdoor kon men nu meerdere booglampen aansluiten op het lichtnet en hadden ze geen eigen dynamo meer nodig.
Aansluitend op de Berlijnse nijverheidsbeurs van 1879 werden zijn booglampen geïnstalleerd op de Kaiserpassage in Berlijn, waar ze veel publieke aandacht trokken.